# 古賀市公共施設等連絡バス

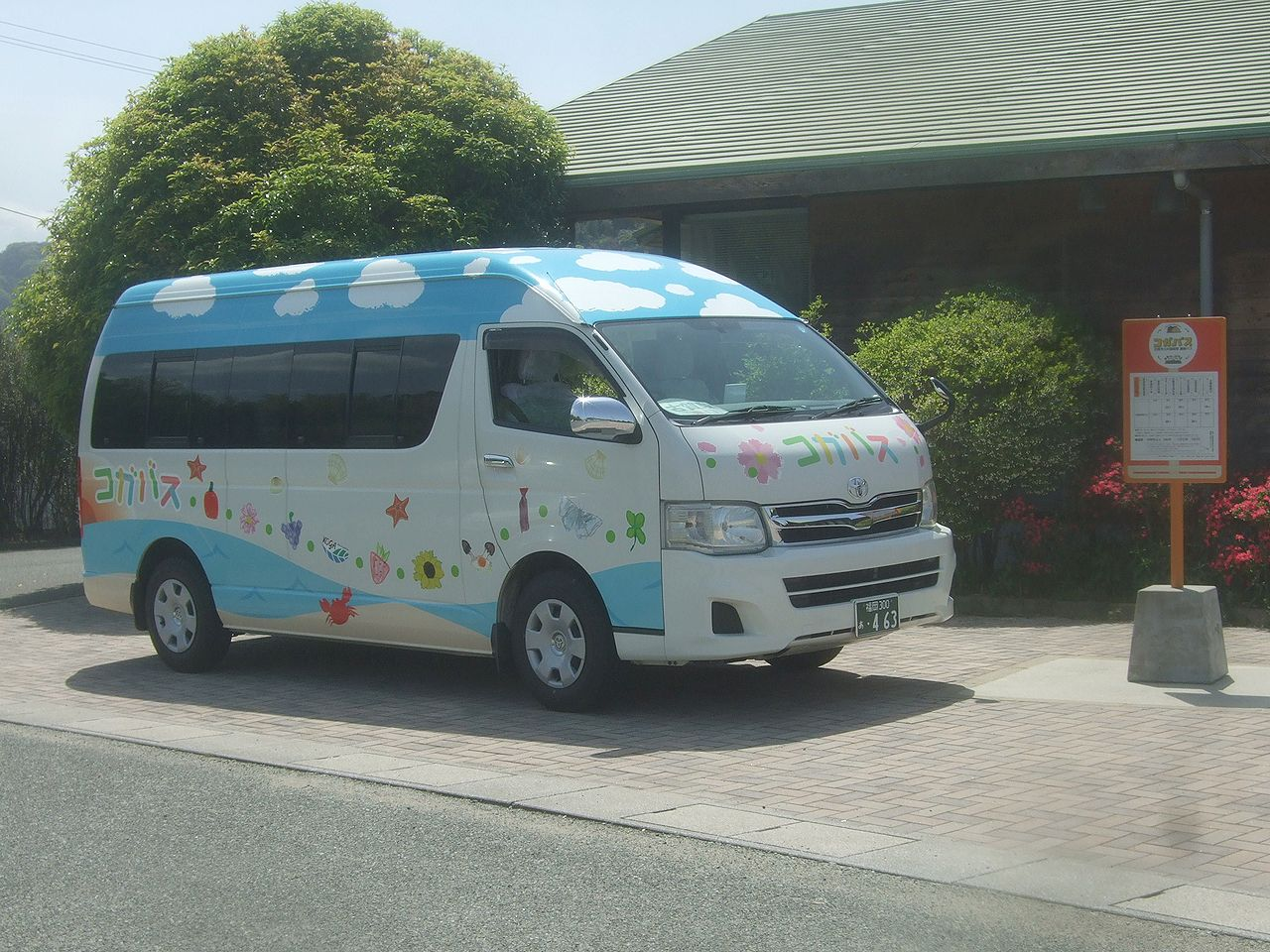
コガバス

古賀市公共施設等連絡バス（こがしこうきょうしせつとうれんらくバス）は、福岡県古賀市で運行されているコミュニティバスである。愛称はコガバス。
なお、本記事では古賀市が2007年度から2009年度まで運行していた古賀市ミニバス（こがしミニバス）についても記述する。

## 概要
古賀市が主体となり運行しているコミュニティバスで、現在はJR古賀線と小竹線の2路線が運行されている。停留所は主に公共施設の付近に設置されており、正式名称も「古賀市公共施設等連絡バス」を称するが、公共施設の利用者でなくても利用可能であり、また利用に関するその他の制限も特にない。

## 歴史

### 古賀市のコミュニティバスの変遷

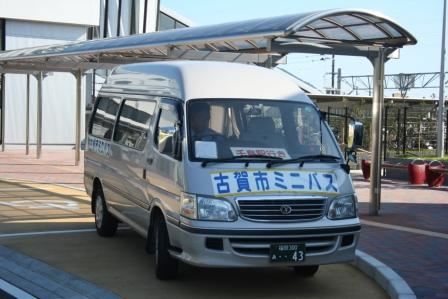
古賀市ミニバス

古賀市では西鉄宮地岳線の古賀市内区間廃止に伴い、その代替として、2007年4月2日より3年間の実証運行として古賀市乗合タクシーを運行開始した。運行は古賀市内のタクシー会社である花鶴タクシーに委託された。ジャンボタクシー用車両（10人乗りトヨタ・ハイエース）を使用した乗合タクシーであり、当初は古賀市乗合タクシーと称したが、のちに同一車両で乗合タクシーとしての形態のまま古賀市ミニバスに呼称を変更した。路線は1路線のみで国道495号西側の旧西鉄宮地岳線沿線を中心とする住宅地と、鹿児島本線の古賀市内3駅を結ぶ路線となっていた。運賃は中学生以上200円・小学生100円・小学生未満は無料で前払い制とされ、100円券12枚綴り1,000円の回数券が設定された。
運行開始にあたり、西鉄宮地岳線通勤客の25%がミニバス利用に移行すると予想されたが、実際は利用客は少なかった。5往復（10本）で運行を開始した当初の半年間の1日平均利用者数は8.8人で、その後、7往復（14本）に増便してから半年間（2007年10月 - 2008年3月）の1日平均利用者数は12.4人であり、いずれも1便当たり1人分の利用もないような状態であった。収支も、収入で経費の10%程度しかまかなえない（2007年10月 - 2008年3月時点で月平均収入7.6万円に対し運行経費73.8万円）という状況であった。当初は年末年始（12月29日から1月3日）のみ運休でそれ以外の日は毎日運行していたが、2008年8月から利用の少ない日曜・祝日も運休となった。
その後さらに利用客の減少が進み、2009年度は1本あたりの平均利用者数が0.6人となったこともあり、本格運行に移行せず、2009年度限りで運行を終了した。
ミニバスの運行終了後、2011年度には市役所・サンコスモ古賀・隣保館の3か所を結ぶシャトルバスを運行開始したが、2016年度いっぱいで終了した。その後、2018年からこの3か所間をタクシーで移動できるチケットを無料交付したが、同年8月1日より市内6か所の公共施設を結ぶ公共施設等連絡バスの運行を開始した。

### 年表
- 古賀市ミニバス
  - 2007年4月2日 りんぽ・かん（古賀市隣保館） - JR千鳥駅間で実証運行開始（実証運行期間は2010年3月31日まで）。5往復。
  - 2007年10月1日 ダイヤ改正[1][5][6]。
    - 5往復から7往復に増便。
    - 日吉台団地地区に乗り入れ開始、「日吉台」「日吉ゲートボール場」の停留所を新設。
    - 12枚つづり1,000円の回数券販売開始。
    - 古賀市乗合タクシー → 古賀市ミニバスに改称。

  - 2008年8月1日 日曜・祝日を運休に変更[7]。
  - 2009年4月1日 JRししぶ駅の開業により、ししぶ駅乗り入れ開始（りんぽ・かんバス停を移設）[8]。
    - ルート：JRししぶ駅西口 - 浜公園 - 日吉ゲートボール場 - 日吉台 - 花鶴皇石公園 - 花鶴が浜公園 - 西銀独身寮 - 古賀西小学校 - 古賀北区公民館 - JR古賀駅西口 - 中川公園 - 中川岡部 - メイプルシティ古賀 - 花見西町 - グリーン苑1号公園 - 花見小学校 - プラムガーデン - JR千鳥駅東花見口

  - 2010年3月31日 実証運行終了によりこの日限りで廃止。
- サンコスモシャトルバス
  - 2011年7月1日 市役所 - サンコスモ古賀間で運行開始[9]。運賃無料、平日のみ運行。
  - のちに市役所 - サンコスモ古賀 - 隣保館間の運行となる。
  - 2017年3月31日 この日限りで運行終了[10]。
- 古賀市公共施設等連絡バス「コガバス」
  - 2018年8月1日 運行開始[11]。運賃は中学生以上が150円、小学生・障害者手帳所持者・市内在住の70歳以上の人が100円。平日のみ運行。
    - ルート：古賀駅東口 - リーパスプラザこが - 古賀市役所 - 庄公民館前 - サンコスモ古賀 - 庄綿津見神社前 - 隣保館「ひだまり館」 - 新原公民館 - 青柳四ツ角 - 唐津街道青柳宿 - コスモス館

  - 2024年10月1日 小竹線の運行を開始[12]。5往復運行で運賃は100円。
    - ルート：小竹口 - 小竹 - ステンドギャラリーツツイ - ヘアーショップ京子 - ナショナル住宅 - コスモス館

  - 2025年1月27日 小竹線を新宮町内に延長し、JR新宮中央駅発着とする[13]。9往復に増発し運賃は200円に値上げ。

## 古賀市公共施設等連絡バス

### 路線
JR古賀線
JR古賀駅東口 - リーパスプラザこが - 古賀市役所 - 庄公民館前 - サンコスモ古賀 - 庄綿津見神社前 - 隣保館「ひだまり館」 - 新原公民館 - 青柳四ツ角 - 唐津街道青柳宿 - コスモス館
8往復運行。
小竹線
JR新宮中央駅 - 下深町 - 新宮東中学校前 - 新宮偕同園前 - 小竹口 - 小竹 - ステンドギャラリーツツイ - ヘアーショップ京子 - ナショナル住宅 - コスモス館
9往復運行。朝夕の便はJR新宮中央駅 - 小竹口間がノンストップ。
いずれも平日のみ運行。土日祝日と12月29日から1月3日までは運休。

### 運賃
大人運賃（中学生以上）はJR古賀線が150円均一、小竹線は200円均一。両線ともに小学生・障害者手帳所持者・市内在住の70歳以上の人は100円。小竹線のみ学生割引があり学生証・生徒手帳の提示で100円で乗車可能。